# HD 20367 b

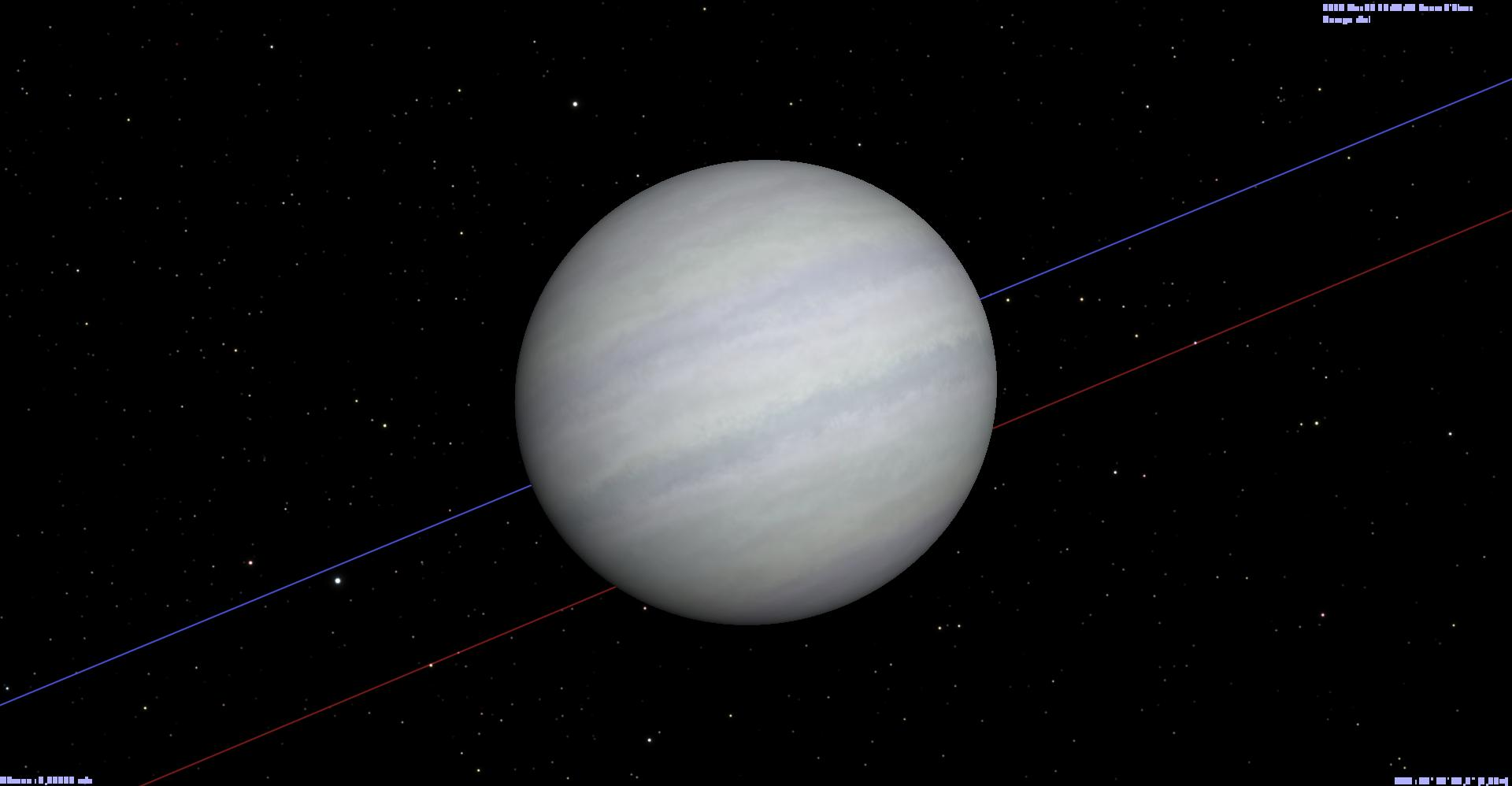

HD 20367 b는 양자리 방향으로 지구로부터 약 88광년 떨어진 곳에 있는 외계 행성이다. 최소 질량은 목성과 거의 비슷하다. 공전 궤도 평균 거리는 지구~태양 거리의 1.3배 수준이다. 공전 주기는 470일(1.3년)이며 궤도는 다소 찌그러져 있다. 거리를 고려할 때 이 행성이 받는 열의 양은 지구가 태양으로부터 받는 것과 비슷하다(다만 근일점일 때는 금성과, 원일점에서는 화성과 비슷한 열을 받는다). 만약 b 주변에 질량이 충분히 큰 위성이 존재한다면 외계 생명체가 살 수 있는 환경이 조성될 가능성이 있다.

## HD 20367 b가 받는 일사량
| 거리                     | 일사량 (W/m2) | 지구대비 (%) |
| ------------------------ | ------------- | ------------ |
| 화성 원일점 플럭스       | 494.00        | 36.06%       |
| 화성 평균 플럭스         | 590.589       | 43.11%       |
| 화성 근일점 플럭스       | 718.545       | 52.45%       |
| HD 20367 b 원일점 플럭스 | 892.123       | 65.31%       |
| 지구 원일점 플럭스       | 1325.277      | 93.74%       |
| 지구 평균 플럭스         | 1369.938      | 100.00%      |
| HD 20367 b 평균 플럭스   | 1349.694      | 98.80%       |
| 지구 근일점 플럭스       | 1416.896      | 103.43%      |
| HD 20367 b 근일점 플럭스 | 2276.427      | 166.64%      |
| 금성 원일점 플럭스       | 2,585.411     | 188.72%      |
| 금성 평균 플럭스         | 2,620.693     | 191.30%      |
| 금성 근일점 플럭스       | 2,656.700     | 193.93%      |